# Ravella
La Ravella è un torrente della provincia di Como che scorre nei comuni di Canzo e Castelmarte. Nasce dalle pendici meridionali dei Corni di Canzo, a circa 1000 metri di altitudine, all'estremità inferiore della Colma omonima, dove affiora il contatto fra sedimenti alluvionali permeabili sovrastanti e le sottostanti argille varvate glaciali, e scorre verso ovest nella valle omonima, attraversa il paese di Canzo prima di confluire da sinistra nel Lambro presso l'omonima frazione di Castelmarte.
Il nome Ravella potrebbe derivare da rapa o rava (col significato di frana, smottamento), che deriverebbe a suo turno da grava un termine celtico per indicare "ghiaia".
Nel 1936, a seguito di forti piogge, il torrente straripò in più punti, distrusse i tre ponti che lo attraversano lungo la strada che porta al santuario di San Miro ed una villa costruita sul suo bordo destro in località Gajum.
Francesco Cherubini indicò nella Val Ravella e Valmadrera il confine settentrionale della Brianza.

## Bacino idrografico
Il suo bacino, allungato in direzione est-ovest, nella parte alta è delimitato a settentrione dalla Cresta di Cranno, Colletta dei Corni e dai Corni di Canzo, e la sella dell'Colma, quindi ad oriente dal Sasso Malascarpa e dal Monte Prasanto, passando poi a meridione dal Monte Rai, dal Monte Cornizzolo e dal Monte Pesora.
Il torrente riceve alcuni modesti tributari, il principale scorre dalla Valle di S. Miro e si immette da sinistra nella Ravella poco sotto l'eremo di san Miro, un altro tributario (sempre sinistro) si immette nella Ravella nel paese di Canzo, nella zona detta Cuntrada da San Mirètt.

## Geomorfologia
Il torrente scorre a tratti tra ripidi pendii rocciosi, di rocce calcaree appartenenti alla serie mesozioca lombarda, con piccole cascate e marmitte dei giganti di origine glaciale, parallelamente alla direzione delle pieghe anticlinaliche e sinclinaliche che costituiscono la struttura tettonica delle prealpi in questa area, per poi scorrere, a sud del centro storico di Canzo, nella piccola piana alluvionale del fiume Lambro.
La valle prealpina formata dal torrente ("Val Ravella") è percorsa da un sentiero escursionistico (Sentiero Geologico Naturalistico Giorgio Achermann) che raggiunge il santuario di San Miro, e prosegue sul lato destro del corso d'acqua fino a Terza Alpe, al disotto del quale si trovano le sorgenti del torrente. Lungo il percorso si trovano diversi massi erratici qui portati dal ghiacciaio durante l'ultima glaciazione, in particolare si riconoscono grossi blocchi verdastri di serpentinite e di serizzo.
Paesaggisticamente la valle è dominata, sulla sinistra orografica dal Ceppo dell'Angua, in dialetto “Scalfin del diavul”, formato da banchi subverticali di Dolomia a Conchodon, mentre sul versante destro sono ancora riconoscibili, per quanto oggi molto ricoperti dalla vegetazione arborea, i terrazzi morenici, che fornirono terreni in piano, pascoli e dove vennero costruiti i tre nuclei montani detti le "Alpi"

## Ambiente naturale
Il torrente scorre entro un bosco ceduo a latifoglie e fino alle fonti di Gajum in un ambiente completamente non antropizzato. La qualità delle sue acque è testimoniata dalla presenza di trote di torrente, talora osservabili fin sotto i ponti entro il paese di Canzo.
Sulla riva sinistra il torrente è costeggiato dalla Riserva Naturale "Sasso Malascarpa" (Sass da la Maschèrpa/Mascarpa), che comprende la foresta demaniale dei Corni di Canzo per una area di circa 450 ettari.
L'alta Val Ravella è parte della Foresta Regionale dei Corni di Canzo e si chiude al passo detto "la Colma".
In località Prim'alpe è approntato e gestito dall'ERSAF il "Museo didattico riserva Sasso Malascarpa", con esposta documentazione e campioni della fauna, geologia, paleontologia e botanica della riserva naturale e di tutto il gruppo dei Corni di Canzo in generale.